# Rot am See
Rot am See (früher „Roth am See“ geschrieben) ist eine Gemeinde in der Region Hohenlohe, im Landkreis Schwäbisch Hall im fränkisch geprägten Nordosten Baden-Württembergs.

## Geographie

### Geographische Lage
Rot am See liegt nördlich von Crailsheim im östlichen Teil der Hohenloher Ebene und wird von einem Abschnitt des Jagst-Zuflusses Brettach durchflossen.

### Nachbargemeinden
Die Gemeinde grenzt im Norden an Blaufelden, im Osten an die bayerische Stadt Rothenburg ob der Tauber und die Gemeinden Insingen, Wettringen und Schnelldorf (alle Landkreis Ansbach), im Süden an Wallhausen und die Stadt Kirchberg an der Jagst und im Westen an die Stadt Gerabronn.

### Gemeindegliederung
Die Gemeinde Rot am See besteht aus den ehemals selbstständigen und nach Rot am See eingemeindeten Gemeinden Beimbach, Brettheim, Hausen am Bach und Reubach. Zur Gemeinde Rot am See gehören 34 Dörfer, Weiler, Höfe und Häuser.
- Zur ehemaligen Gemeinde Beimbach gehören das Dorf Beimbach, die Weiler Heroldhausen, Kleinbrettheim, Lenkerstetten und Oberndorf, das Gehöft Werdeck und die Häuser Lauramühle und Rotmühle sowie die abgegangenen Ortschaften Salzbrunnen und Burg Werdeck.
- Zur ehemaligen Gemeinde Brettheim gehören das Dorf Brettheim, die Weiler Hegenau, Herbertshausen und Hilgartshausen und die Höfe Brettachmühle und Rohrturm.
- Zur ehemaligen Gemeinde Hausen am Bach gehören das Dorf Hausen am Bach, die Weiler Buch und Hertershofen und das Gehöft Klosterhof.
- Zur ehemaligen Gemeinde Reubach gehören das Dorf Reubach, die Weiler Kleinansbach, Kühnhard, Reinsbürg und Weikersholz und das Gehöft Thomasmühle sowie die abgegangenen Ortschaften Bügelhof und Weiler bei Reinsbürg.
- Zur Gemeinde Rot am See im Gebietsstand vom 31. Januar 1972 gehörten das Dorf Rot am See, die Weiler Bemberg, Musdorf, Niederwinden und Oberwinden, der Gemeindeteil Brettenfeld, das Gehöft Seemühle und die Häuser Aumühle, Bartenmühle und Schwarzenmühle sowie die abgegangenen Ortschaften Birkach, Eulenhof, Krettenbach und Rufach.[2]

Beim Weiler Bemberg befindet sich der Burgrest der Bebenburg.

### Flächenaufteilung
Nach Daten des Statistischen Landesamtes, Stand 2014.

## Geschichte

### Überblick
Im Jahre 1139 wurde Rot erstmals urkundlich erwähnt. Während der Zeit der Stammesherzogtümer gehörte der Ort zum Herzogtum Franken. In der Zeit von 1333 bis 1345 wurde mit der Errichtung eines Staudammes nahe der Seemühle der Seebach zu einem See angestaut. Diesem Stausee verdankt der Ort seinen Namenszusatz. Der See wurde 1757 wieder trockengelegt, der erweiterte Name blieb.
Rot am See war 1596 von der Hexenverfolgung betroffen. Magdalena Ludwig geriet in einen Hexenprozess, gestand aber trotz Folter nicht und wurde freigelassen.
1645 wurde Rot Hauptort des brandenburg-ansbachischen Amtes Lobenhausen und lag im Fränkischen Reichskreis. Nach kurzer Zugehörigkeit zum Königreich Bayern von 1806 bis 1810 kam Rot auf Grund des Grenzvertrags von 1810 zu Württemberg. Im Königreich Württemberg sowie im Volksstaat Württemberg gehörte die Gemeinde zum Oberamt Gerabronn. Nach der Auflösung der alten Oberämter während der NS-Zeit in Württemberg kam Rot 1938 zum Landkreis Crailsheim. 1945 bis 1952 gehörte Rot zum Land Württemberg-Baden, das 1945 in der Amerikanischen Besatzungszone gegründet worden war. Am 1. Januar 1973 erfolgte die Kreisreform in Baden-Württemberg, bei der Rot dem Landkreis Schwäbisch Hall zugeordnet wurde.

### Eingemeindungen
Im Zuge der Gemeindereform in Baden-Württemberg wurden vier bis dahin selbständige Gemeinden nach Rot am See eingemeindet: am 1. Februar 1972 Reubach, am 1. April 1972 Hausen am Bach, am 1. Januar 1973 Brettheim und am 1. Januar 1974 Beimbach.

### Ortsteile
| Beimbach | Brettheim | Hausen am Bach | Reubach |
| -------- | --------- | -------------- | ------- |

#### Beimbach
Beimbach wurde erstmals 1383 urkundlich erwähnt. Es war lange Zeit hohenlohisch, kam dann über Bayern 1810 zum Königreich Württemberg. Nachdem der Ort 1823 an die Gemeinde Lenkerstetten und fünf Jahre später an Gerabronn gefallen war, wurde Beimbach erst 1850 wieder eine eigenständige Gemeinde im Oberamt Gerabronn.

#### Brettheim
Bereits 1251 wurde Brettheim erstmals urkundlich genannt. Es war als Stauferlehen an die Herren von Brettheim vergeben. Im 15. Jahrhundert ging die Hoheit über den Ort an Rothenburg ob der Tauber über. Nach kurzer Zugehörigkeit zu Bayern fiel der Ort 1810 an das Königreich Württemberg, das es dem Oberamt Gerabronn zuordnete.
siehe auch Burg Brettheim
Die musikalische Arbeit des Pfarrer-Ehepaares Hans-Gerhard und Elisabeth Hammer an der Kirche St. Peter und Paul mit dem Brettheimer Kinderchor machte den Ortsnamen bundesweit bekannt.
In den letzten Tagen des Zweiten Weltkrieges entwaffneten Einwohner einen Trupp von vier Hitlerjungen, die das Dorf gegen die heranrückenden US-Truppen verteidigen wollten. Daraufhin richtete die Waffen-SS ein Standgericht ein. SS-Gruppenführer Max Simon ließ am 10. April 1945 drei Bürger von Brettheim, die Männer von Brettheim, hängen. Gebirgsjäger verteidigten das Dorf gegen die US-Truppen, die Artillerie- und Luftangriffe veranlassten. Dabei wurden 17 Einwohner getötet und 85 Prozent der Häuser Brettheims zerstört.

#### Hausen am Bach
Mit seiner Ersterwähnung 1212 ist Hausen der nach dem Hauptort am längsten bekannte Teilort Rots. Im 14. Jahrhundert gelangte Hausen an Rothenburg ob der Tauber, wo es dem Amt Insingen zugeordnet war. Wie die anderen Teilorte kam Hausen Anfang des 19. Jahrhunderts über Bayern zu Württemberg und dort zum Oberamt Gerabronn. Im April 1945 wurde der Ort durch Kriegseinwirkungen stark beschädigt.

#### Reubach
Reubach wurde 1329 erstmals als Reutbuch urkundlich erwähnt, das so viel wie Rodung im Buchenwald bedeutet. Wie Brettheim und Hausen fiel der Ort zwischenzeitlich an Rothenburg ob der Tauber und kam dann über Bayern zum württembergischen Oberamt Gerabronn.

## Religion
Seit der Reformation sind Rot und seine Teilorte vorwiegend evangelisch geprägt, es gibt fünf evangelische Kirchengemeinden sowie eine römisch-katholische Kirchengemeinde im Ort.

## Politik

### Verwaltungsverband
Die Gemeinde ist der Sitz des Gemeindeverwaltungsverbands Brettach-Jagst zu der außer Rot am See noch die Nachbargemeinde Wallhausen und die Nachbarstadt Kirchberg an der Jagst gehören.

### Gemeinderat
In Rot am See wird der Gemeinderat nach dem Verfahren der unechten Teilortswahl gewählt. Dabei kann sich die Zahl der Gemeinderäte durch Überhangmandate verändern. 2024 umfasst der Gemeinderat 21 Personen. Er besteht aus den gewählten ehrenamtlichen Gemeinderäten und dem Bürgermeister als Vorsitzendem. Der Bürgermeister ist im Gemeinderat stimmberechtigt.
Die Kommunalwahl am 9. Juni 2024 führte zu folgendem Endergebnis. Die Wahlbeteiligung betrug 64,14 Prozent.
| Liste                        | Stimmenanteil | Sitze | Ergebnis 2019     |
| Aktiv & Offen                | 56,83 %       | 12    | 54,09 %, 11 Sitze |
| Allgemeine Wählervereinigung | 43,17 %       | 9     | 45,91 %, 10 Sitze |

### Bürgermeister
- Schlebach, Georg bis März 1876
- Cröglinger, Karl von März 1876 bis 09.07.1884
- Kett, Karl von 08.12.1893 bis 29.03.1895
- Cröglinger, Albrecht von 29.03.1895 bis 18.12.1912
- Kochendörfer, Gottlieb von 18.12.1912 bis März 1941
- Stein Johann (Amtsverweser) von März 1941 bis 09.11.1941
- Frenz, Paul von 10.11.1941 bis 08.04.1945
- Weber, Max ab 09.04.1945
- Heß (Pfarrer) bis 15.11.1945
- Schuppert, Hermann von 16.11.1945 bis 01.10.1947
- Walch, Karl von 21.10.1945 bis 07.04.1978
- Setzer, Manfred von 08.04.1978 bis 31.03.2002
- Gröner, Siegfried von 01.04.2002 bis 30.04.2021
- Kampe, Sebastian seit 01.05.2021

### Wappen
Blasonierung: „Über silbernem (weißem) Wellenschildfuß auf grünem Boden in Silber (Weiß) drei grüne Pappeln“.

### Partnergemeinden
Rot am See unterhält partnerschaftliche Beziehungen zu Weyersheim im Elsass und Chatte in Südfrankreich.

## Kultur und Sehenswürdigkeiten

### Museen
In der alten Dorfschule von Reubach ist das Heimatmuseum Reubach untergebracht. Die Erinnerungsstätte Die Männer von Brettheim im Rathaus von Brettheim wurde zum Gedenken an drei Brettheimer Bürger eingerichtet, die in der Endphase des Zweiten Weltkriegs von SS und Wehrmacht gehängt wurden, weil sie zur Abwendung der Zerstörung des Dorfes durch die Amerikaner vier Hitlerjungen entwaffnet hatten.

### Bauwerke
Beim Bau eines Gemeindehauses wurde 1990 der Erdstall von Rot am See entdeckt.

### Regelmäßige Veranstaltungen
Brettheim ist zweimal jährlich, im März und Dezember, Schauplatz eines Viehmarktes. In Beimbach gibt es jährlich in der zweiten August-Hälfte den Bartholomämarkt und in Musdorf findet jährlich im Oktober die Muswiese statt, der älteste (seit dem 12. Jahrhundert) und größte Jahrmarkt in Hohenlohe. Seit 1995 gibt es jährlich im Juli auf den Straßen Reubachs Laientheateraufführungen, das Reubacher Sommertheater, das seit 1998 vom gleichnamigen Verein getragen wird.
Am jeweils letzten Wochenende (Freitag–Sonntag) im Juli veranstaltet der Reit- und Fahrverein Rot am See auf dem Muswiese-Areal rund um die Reitanlage im Teilort Musdorf das Hohenloher Reit-Event mit Dressur- und Springprüfungen und einer Jump & Drive-Prüfung, bei der neben einem Springparcours ein Automobilparcours auf einem VW Touareg zu bewältigen ist. Das Turnier ist als Pferdeleistungsschau der Kategorie BAC eingestuft. Als Begleitprogramm finden Live-Konzerte, Partys, Frühschoppen mit Blasmusik und pferdesportliche Schauabende statt.
In Hausen am Bach findet jährlich im Juli ein Großmodelltreffen statt, speziell mit RC-Panzern und Modellen sonstiger Militärfahrzeuge im Maßstab 1:8 bis 1:4.

## Wirtschaft und Infrastruktur

### Verkehr
Rot am See ist durch den Bahnhof Rot am See an der Bahnstrecke Crailsheim–Königshofen an das Eisenbahnnetz angebunden. Im Stundentakt verkehren die Züge Richtung Aschaffenburg und Crailsheim. Die Bundesstraße 290 (Tauberbischofsheim – Westhausen) verknüpft Rot am See mit dem überregionalen Straßennetz.
Durch eine Alltagsroute aus dem Radnetz Baden-Württemberg ist Rot am See über Wallhausen und Satteldorf mit Crailsheim und in der anderen Richtung über Blaufelden, Schrozberg und Weikersheim mit Bad Mergentheim verbunden.

### Bildung
Im Hauptort besteht eine Gemeinschaftsschule von der 1. bis 10. Klasse, der Ortsteil Brettheim hat eine eigene Grundschule. In Rot am See gibt es zudem zwei Kindergärten in Trägerschaft der Gemeinde.

## Persönlichkeiten

### Söhne und Töchter der Gemeinde
- Magdalena Ludwig geriet um 1596 in einen Hexenprozess, gestand aber trotz Folter nicht und wurde freigelassen.
- Georg Peter Krauß (1840–nach 1908), geboren in Brettheim, württembergischer Oberamtmann
- Gustav Kohn (1848–1907), geboren in Reubach, württembergischer Oberamtmann
- Wilhelm Friedrich Maier (1859–1931), württembergischer Oberamtmann
- Leonhard Gackstatter (1881–1945), Bürgermeister und einer der Männer von Brettheim
- Friedrich Hanselmann (1895–1945), Landwirt und einer der Männer von Brettheim
- Leonhard Wolfmeyer (1903–1945), Lehrer und einer der Männer von Brettheim
- Fritz Stein (1879–1956), geboren in Hertershofen, Theologe
- Leonhard Heißwolf (1880–1957), Politiker (SPD)
- Georg Trump (1896–1985), Grafiker und Typograph
- Paul Horn (1922–2016), geboren in Beimbach, Kirchenmusiker
- Karl Östreicher (1931–1998), Politiker (CDU)
- Ernst Keitel (1939–2014), Politiker (CDU)
- Waldemar Helmut Uhl (* 1960), geboren in Brettheim, Chirurg

### Personen, die vor Ort gewirkt haben
- Max Simon (1899–1961), SS-Gruppenführer und Generalleutnant der Waffen-SS sowie Kriegsverbrecher („Mörder von Brettheim“)
- Friedrich Bullinger (* 1953), Politiker (FDP/DVP)